# Peltast

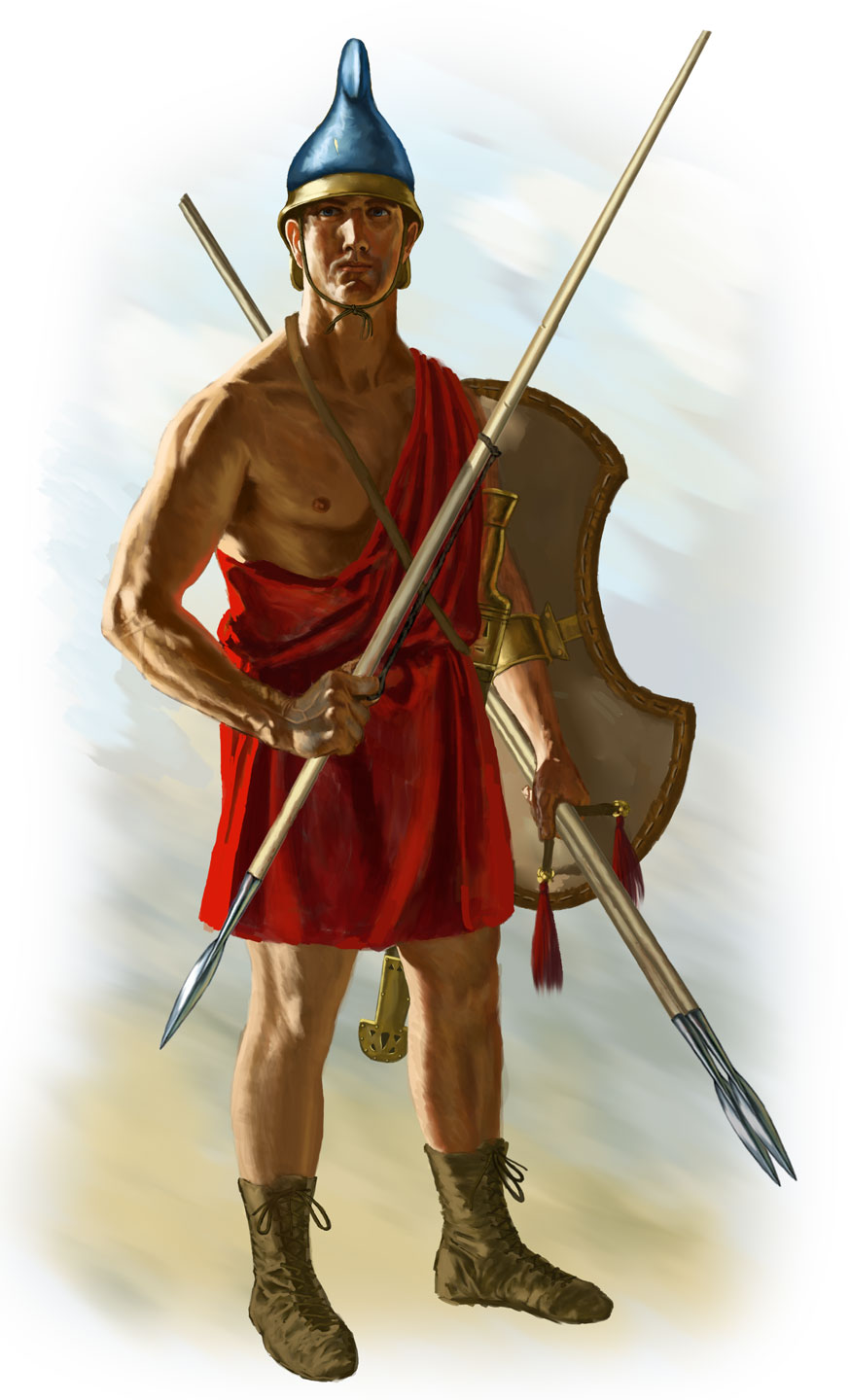
Agrianian peltast. Acest peltast ţine trei suliţe, una în mâna dreaptă şi două în cealată mână, acestea fiind folosite ca arme de rezervă.

Peltast (în greaca veche πελταστής) era un tip de infanterie ușoară folosită în Grecia Antică. Acest tip de soldat avea trei sulițe scurte și un scut în formă de semilună.